# Предок (фильм)
«Предок» (англ. Shem, ивр. שֵׁם‎) — фильм сценариста и режиссёра Каролины Робо. Название картины с иврита переводится как Имя.

## Сюжет
19-летний парень Дэниел оставляет безымянную женщину и её сына, вместе с которыми он долго жил и занимался сексом. По просьбе своей бабушки парень отправляется из Лондона в поисках могилы своего прадеда, пропавшего во времена Холокоста. Его путь лежит через еврейские кварталы Парижа, Берлина, Праги, Будапешта и Белграда. Дэниел встречает множество людей, парней и девушек, со всеми стремится вступить в интимные отношения. Парень раньше никогда не задумывался о своих еврейских корнях. Всё, что его интересовало до сих пор — это секс со всеми и с каждым. Во время путешествия Дэниел получает ценные уроки истории своего народа и национального наследия, которые в прошлом для него ничего не значили. В конце фильма парень вновь встречается со своей бабушкой, которая сообщает, что прадед Дэниела явился ей во сне и рассказал историю своей гибели в концентрационном лагере.

## В ролях
| Актёр         | Роль             |
| ------------- | ---------------- |
| Асьер Ньюман  | Дэниел           |
| Сирил Клер    | женщина в поезде |
| Дэвид Мерлини | Габор            |

## Отзывы критиков
Элизабет Вайцман из New York Daily News:

«Смесь из добрых намерений и плохой режиссуры, это любительский роуд-муви о молодом британце, который колесит по Европе в поиске своих еврейских корней»
Оригинальный текст (англ.)A muddle of good intentions and bad direction, this amateurish road movie follows a young Brit across Europe as he reconnects with his Jewish roots.

Кен Фокс из TV Guide:

«Странный гибрид европейского эротического триллера и притчи о еврейском пробуждении»
Оригинальный текст (англ.)A bizarre hybrid between Euro erotic thriller and a parable of Jewish awakening.